# Flor de María Drago Persivale
Flor de María Drago Persivale (Huacho, Perú; 14 de octubre de 1924-Huacho, Perú; 9 de abril de 1982), fue una maestra y poetisa considerada entre las más importantes de la localidad de Huacho.

## Biografía
Flor de María Drago Persivale, nació en la ciudad de Huacho el 14 de octubre de 1924; sus padres, también huachanos, fueron don Domingo Drago y doña Angélica Persivale de Drago. Hizo sus estudios primarios y secundarios en el Colegio Santa Rosa de las Madres Dominicas. Sus estudios profesionales los hizo en la Escuela Normal Urbana, anexa a la Universidad Nacional Católica, Canonesas de la Cruz, graduándose de Normalista. Se inició en el Magisterio como profesora del Centro Educativo N.º 412 “Domingo Faustino Sarmiento”, donde llegó a laborar como directora, y que actualmente lleva su nombre. En 1956 publicó su primer poema, inspirado en nuestra danza nacional que se llama la Marinera.
Alternó su labor docente con la artística. Los poemas de Flor de María Drago Persivale han sido teatralizados mereciendo elogios y reconocimientos a nivel nacional e internacional.[cita requerida] La poeta que fue víctima de graves dolencias, falleció el 9 de abril de 1982.
- Datos: Q5862648